# 더스트 데블
더스트 데블(Dust Devil)은 영국에서 제작된 리처드 스탠리 감독의 1992년 공포 영화이다. 존 마쉬키자 등이 주연으로 출연하였고 조안느 셀라 등이 제작에 참여하였다.

## 출연

### 주연
- 존 마쉬키자
- 로버트 존 버크
- 테리 노튼
- 첼시 필드
- 루퍼스 스워트

### 조연
- 윌리엄 훗킨스
- 제이키스 모케
- 로버트 스티븐슨

## 제작진
- 협력프로듀서: 다니엘 루피
- 미술: 조셉 베넷
- 의상: 미쉘 클랩턴
- 배역: 조리 웨이츠